# Provinz Tindūf
Die Provinz Tindūf (arabisch ولاية تندوف, DMG Wilāyat Tindūf, tamazight ⴰⴳⴻⵣⴷⵓ ⵏ ⵜⵉⵏⴷⵓⴼ Agezdu n Tinduf) ist eine Wilaya (Provinz) im äußersten Westen Algeriens.
Hauptstadt der Provinz ist Tindūf.
Die Provinz liegt in der Sahara und grenzt an Marokko, die Demokratische Arabische Republik Sahara (Westsahara) und Mauretanien und umfasst eine Fläche von 182.838 km². Dieses Gebiet stellt den einzigen algerischen Landzugang zur Westsahara dar und besitzt dadurch strategische Bedeutung. Außerdem gibt es in diesem Gebiet Erze und Phosphate, welche ein weiterer Grund für den Ausbruch des Tindūf-Kriegs zwischen Marokko und Algerien im Oktober 1963 waren.
Die offizielle Bevölkerungszahl beträgt 48.000 (Schätzung 2006), somit würde die Bevölkerungsdichte rund 0,3 Einwohner pro Quadratkilometer betragen. Nicht mit eingerechnet sind bei dieser Zahl sind allerdings die Bewohner mehrerer großer Flüchtlingslager, die im Zuge des Westsaharakonflikts in die Region geflohen sind. Die Bevölkerung dieser Lager wird auf rund 165.000 Einwohner geschätzt. Das Hauptquartier der POLISARIO und der Sitz der Exilregierung der Demokratischen Arabischen Republik Sahara befinden sich im Lager Rabouni, das ebenfalls in der Provinz liegt.

## Kommunen

1. Tindūf • 2. Oum el Assel

In der Provinz liegen folgende Kommunen als Selbstverwaltungskörperschaften der örtlichen Gemeinschaft:
| Code ONS | Kommune      | Bevölkerung 2008 | Fläche (km²) |
| -------- | ------------ | ---------------- | ------------ |
| 3702     | Oum el Assel | 3183             | 88.865       |
| 3701     | Tindūf       | 45.966           | 70.009       |